# Denniz PoP
Dag Krister Volle (Botkyrka, 26 april 1963 – Solna, 30 augustus 1998), beter bekend onder zijn artiestennaam Denniz PoP, was een Zweeds dj en liedschrijver maar bovenal producer. Hij was veelal samen met collega-producer Max Martin verantwoordelijk voor een groot deel van de veelal uit Zweden afkomstige pop- en dancemuziek. Volle componeerde en schreef grote hits voor onder meer Dr. Alban, Ace of Base, Leila K, E-Type, Herbie, Backstreet Boys, N Sync, Army of Lovers, Rednex, Robyn, Jessica Folcker en Five.
Volle heeft een grote bijdrage geleverd aan de ontwikkeling van de Zweedse dancescene alsmede het succes van de Zweedse muziekindustrie in de jaren ’90. Zijn invloed reikte tot ver buiten Zweden en hij had een essentiele bijdrage aan de Eurodance van de vroege jaren negentig en de popsound van de latere jaren negentig.

## Biografie
Dag Krister Volle wordt in 1963 geboren als zoon van Noorse immigranten. In de jaren tachtig wordt hij actief als dj en producer. Hij is een van de initiatiefnemers van SweMix, een collectief van dj's die remixen maakt voor popartiesten. In 1988 brengt hij zelf een single uit. De track Gimme Some Mo’ (Bass on Me) is zijn eerste uitgave onder de naam Denniz PoP. Zijn eerste succes als artiestenproducer heeft hij met Hello Afrika van Dr. Alban. De twee kennen elkaar doordat ze in dezelfde club acief zijn. In 1992 richt Denniz samen met muziekinvesteerder Tom Talomaa de Cheiron Studios op in Stockholm. In 1993 komt Max Martin in dienst, die zijn assistent wordt. Ook StoneBridge is een van zijn medewerkers en ook tekstschrijver Herbie Crichlow speelt een belangrijke rol in zijn team. Vanaf dat moment volgen successen elkaar op. Dr. Alban maakt wereldhits met It's My Life en Sing Hallelujah. In 1993 is hij ook verantwoordelijk voor de doorbraken van Leila K (Open Sesame) en Ace of Base (All That She Wants). Hij produceert ook de albums voor deze artiesten. Hij doet ook een gastbijdrage op het album ClubHopping (The Album) van Rob 'n' Raz. In 1994 lanceert ook E-Type dat hits maakt met onder andere This Is The Way (1995) evenals singles voor zijn teamlid Herbie. 
Ace Of Base is veruit de succesvolste act uit de studio. Deze acts weet ook in de Verenigde Staten door te breken. Hierdoor ontstaat er veel interesse in producties van Denniz PoP voor Amerikaanse artiesten. In de tweede helft van de jaren negentig verschuift hij zijn focus daardoor van Eurodance naar Pop. Hij produceert in die periode hits voor de Backstreet Boys, *NSYNC, 3T en Five. Ook de eigen markt blijft hij bedienen. Zo lanceert hij Robyn, die in een grote hit maakt met Show Me Love.  
Volle wordt echter ernstig ziek. Eind 1997 begint hij problemen te krijgen met zijn gezondheid. Hij heeft moeite met slikken. Dat blijkt keelkanker te zijn. Aanvankelijk lijkt het te genezen en ondergaat hij een operatie. In de zomer van 1998 gaat hij echter steeds harder achteruit. Hij weet de ziekte niet te overwinnen en sterft op 30 augustus 1998 in een ziekenhuis in Stockholm op slechts 35-jarige leeftijd. Hij is op dat moment samen met de 12 jaar jongere Jessica Folcker. Die heeft het jaar daarop nog een hit met het door hem geproduceerde I Do. De Backstreet Boys staan in de videoclip van Show Me the Meaning of Being Lonely een moment stil bij de dood van Denniz Pop.
In 2016 wordt hij opgenomen in de Swedish Music Hall of Fame.

## Door Denniz Pop geproduceerde hits
| Single met eventuele hitnotering(en) in de Nederlandse Top 40 | Datum van verschijnen | Datum van binnenkomst | Hoogste positie | Aantal weken | Opmerkingen           |
| ------------------------------------------------------------- | --------------------- | --------------------- | --------------- | ------------ | --------------------- |
| Hello Afrika                                                  |                       | 11-05-1991            | 24              | 5            | Dr. Alban met Leila K |
| No Coke                                                       |                       | 01-06-1991            | 7               | 9            | Dr. Alban             |
| It's My Life                                                  |                       | 11-07-1992            |                 |              | Dr. Alban             |
| One Love                                                      |                       | 03-10-1992            | 12              | 7            | Dr. Alban             |
| Open Sesame                                                   |                       | 13-02-1993            | 2               | 15           | Leila K en Herbie     |
| Sing Hallelujah!                                              |                       | 27-02-1993            | 7               | 13           | Dr. Alban             |
| All That She Wants                                            |                       | 13-03-1993            | 4               | 20           | Ace of Base           |
| Ça plane pour moi                                             |                       | 15-05-1993            | 24              | 4            | Leila K               |
| Wheel of Fortune                                              |                       | 19-06-1993            | 2               | 12           | Ace of Base           |
| Happy Nation                                                  |                       | 21-08-1993            | 5               | 9            | Ace of Base           |
| The Sign                                                      |                       | 25-12-1993            | 3               | 14           | Ace of Base           |
| Look Who's Talking!                                           |                       | 05-03-1994            | 4               | 11           | Dr. Alban             |
| Don't Turn Around                                             |                       | 09-04-1994            | 7               | 9            | Ace of Base           |
| Away from Home                                                |                       | 25-06-1994            | tip2            | -            | Dr. Alban             |
| Living in Danger                                              |                       | 19-11-1994            | 27              | 3            | Ace of Base           |
| Electric                                                      |                       | -                     | Tip19           |              | Leila K               |
| Lucky Love                                                    |                       | 21-10-1995            | 15              | 6            | Alarmschijf           |
| Right Type of Mood                                            |                       | 11-03-1995            | 12              | 7            | Herbie                |
| Pick It Up                                                    |                       | 06-05-1995            | tip4            | -            | Herbie                |
| This Is the Way                                               |                       | 06-05-1995            | 34              | 4            | E-Type                |
| Wish You Were Here                                            |                       | 03-06-1995            | 32              | 5            | Rednex                |
| Set the World on Fire                                         |                       | 05-08-1995            | tip2            | -            | E-Type                |
| I Believe                                                     |                       | 12-08-1995            | tip13           | -            | Herbie                |
| We've Got It Goin' On                                         |                       | 06-01-1996            | 5               | 12           | Backstreet Boys       |
| Beautiful Life                                                |                       | 27-01-1996            | 34              | 3            | Ace of Base           |
| Never Gonna Say I'm Sorry                                     |                       | 30-03-1996            | tip16           | -            | Ace of Base           |
| I need you                                                    |                       | 14-12-1996            | 5               | 10           | 3T                    |
| I Want You Back                                               |                       | 01-02-1997            | 13              | 9            | *NSYNC                |
| Gotta be you                                                  |                       | 08-03-1997            | 24              | 4            | 3T en Herbie          |
| Everybody (Backstreet's Back)                                 |                       | 26-07-1997            | 4               | 12           | Backstreet Boys       |
| Do You Know What It Takes                                     |                       | 06-09-1997            | tip19           | -            | Robyn                 |
| Slam Dunk (Da Funk)                                           |                       | 10-1-1998             | 10              | 7            | 5ive                  |
| Show Me Love                                                  |                       | 21-02-1998            | 23              | 6            | Robyn                 |
| Everybody Get Up                                              |                       | 12-9-1998             | 9               | 9            | 5ive                  |
| Tell Me What You Like                                         |                       | 12-09-1998            | tip13           | -            | Jessica Folcker       |
| I Do                                                          |                       | 08-05-1999            | tip2            | -            | Jessica Folcker       |

- Bibliothèque nationale de France: cb141292648 (data)
- Gemeinsame Normdatei: 134724615
- International Standard Name Identifier: 0000 0000 5753 6472
- Library of Congress Control Number: no00060268
- MusicBrainz: 79842ea5-307b-46b8-b506-ffa73e546432
- LIBRIS: 347022
- Virtual International Authority File: 61090788